# Koszovó történelme

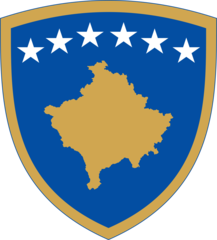
Koszovó címere

Koszovó területén az albánok ősének tekintett illír, illetve trák törzsek telepedtek le, a terület később a Római Birodalom része lett. Az nem teljesen egyértelmű, hogy a tartomány Moesia provincia része lett, vagy felosztásra került Dalmatia és Moesia között. A Római Birodalom felbomlása után a terület a Kelet-Római Birodalomhoz került. A terület idővel többször gazdát cserélt, míg a 12. században szerb uralom alá nem került. A Nemanja dinasztia uralkodása alatt a terület a szerb birodalom középpontja lett (Prizren volt az egyik központja), a területen létesült szerb ortodox kolostorok közül több az UNESCO világörökség részét képezik.

## Rigómezei csata
A szerbek történelmének meghatározó pontja volt a Koszovó területén, Rigómezőn 1389-ben folyt csata. A csatában Lázár fejedelem és az Oszmán Birodalom szultánja, I. Murád között a szerbek súlyos vereséget szenvedtek. Ez a csata az amely leginkább befolyásolta a tartományhoz fűzött mitikus viszonyát a szerb népnek, melyhez hozzájárul Lázár legendája is.
A legenda szerint egy angyal látogatta meg Lázárt a csata előestéjén, és választás elé állította. Választhatta a földi királyságot, amely velejárójaként elsöprő győzelmet arathat a csatában és a királysága biztosítva lesz egész életére, vagy a mennyei királyságot, mely esetben a hadseregét elsöprik a török hadak, és Lázár király maga mártírhalált hal, és a földi királysága a kihalás útjára kerül, de Lázár királynak különleges helye lesz Isten királyságában. A legenda szerint Lázár Isten királyságát választotta, melynek következtében meghalt a csatában és birodalma is letűnt.
A szerbek szerint az, hogy Lázár az „örök királyságot” választotta, biztosítja a szerbek számára az örökös jogot Koszovóra, mert a terület ezzel a választással szakralizálódott, Koszovó a „szerb mennyei királyság.” A terület elvesztését egyesek Krisztus keresztre feszítéséhez, míg 1912-es visszafoglalását feltámadásához hasonlítják.
A csatában életét vesztette maga Murád szultán is, utódjának, I. Bajazidnek hatalma megszilárdítása érdekében vissza kellett térnie Törökországba.

## Második rigómezei csata
A második rigómezei csata (gyakran csak rigómezei csata) 1448. október 17-20-án II. Murád és a Hunyadi János magyar kormányzó által vezérelt keresztény hadak között zajlott. A csata Hunyadi János Oszmán Birodalom elleni hadjáratainak egyik gyászos állomása volt.
Hunyadi a Balkán nyugati szélén felkelő albánok vezérével Szkander béggel szövetségben indította támadó hadjáratát, kb. 25 000 fős seregével. A szerbek vezére, Brankovics György azonban tájékoztatta a szultánt a magyar seregek helyéről, hadmozdulatairól, s így a törökök még az albánokkal való egyesülés előtt döntő csatára kényszerítették a magyar sereget.
A két napig tartó csata végül Hunyadi János rigómezei vereségével végződött. A csatában kb. 15 ezer magyar katona esett el, a törökök részéről a veszteség még ennél is nagyobb volt.
Amikor Hunyadi János látta, hogy a csata már elveszett, csapatával visszavonult. A visszamaradt német és cseh lovagokat a havasalföldiek elárulták és kb 4000, mások szerint 8000-en is átálltak a törökökhöz. Miután a keresztes lovagokat a törökök lemészárolták, a török szultán "hálából" a havasalföldieket is megölette. Előtte azonban visszaadatta nekik fegyvereiket, hogy ne mondja senki, hogy fegyverteleneket öletett meg.
Az ütközet után ráadásul a Szerbián át menekülő Hunyadit Brankovics György elfogatta, s csak a magyar országnagyok erélyes fellépésére nem adta ki II. Murád szultánnak.

## Oszmán Birodalom

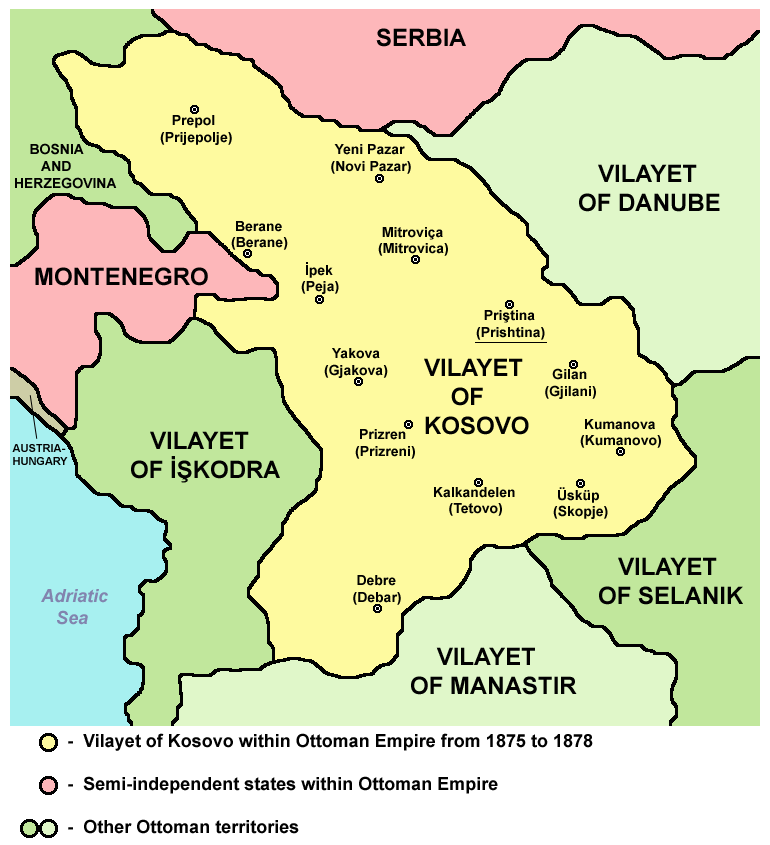
Kosovo vilajet 1875–1878

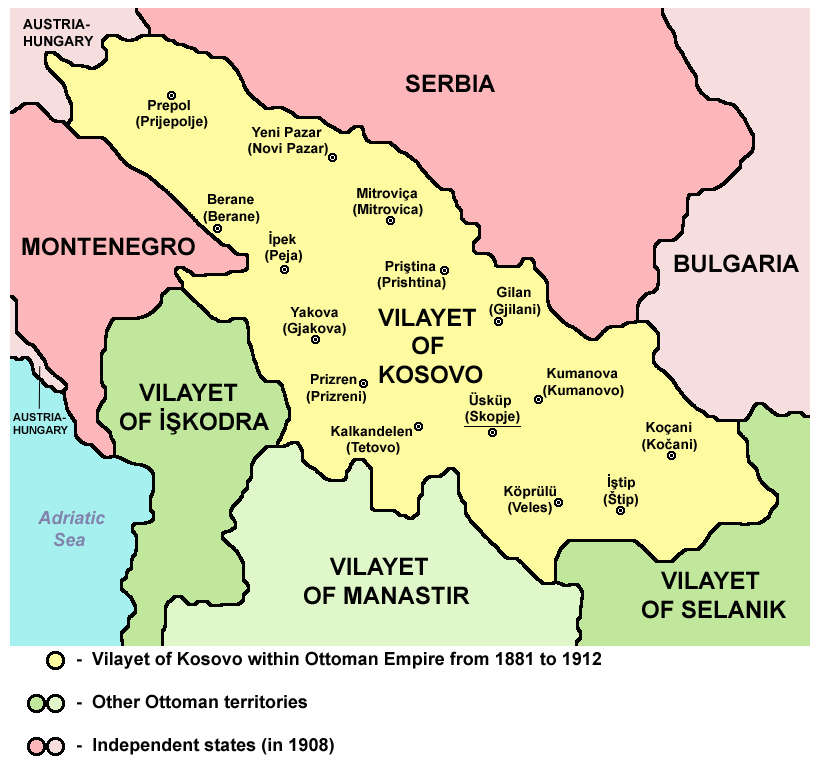
Kosovo vilajet 1881–1912

A rigómezei csata után Szerbia eljelentéktelenedett, majd a 15. században, 1459-ben török uralom alá került Szerbia egész területe, így Koszovó is. A török uralmat iszlamizáció követte. A török hódítás következtében sok keresztény szerb északra vagy nyugatra vándorolt, illetve sokan áttértek a muzulmán hitre, így az etnikai egyensúly kezdett eltolódni az albánok felé. Az 1683-1699-es osztrák-török háború során az osztrák erők bevonultak a területre, ahol a szerbek által nyújtott támogatás ellenére 1699-ben vereséget szenvedtek és a szerbek újabb hulláma vándorolt ki a visszavonuló csapatokat követve. Az előrenyomuló török csapatok sikertelenül ostromolták meg Bécset, és ez lett az a háború, amely a török számára a „vég kezdetét” jelentette Európában, bár Koszovóban még két évszázadon keresztül fennmaradt uralmuk.
1766-ban felszámolták a peći, más néven ipeki patriarchátust, mely a török uralom idején a szerb öntudat és összetartozás legfontosabb fenntartójának számított.
A szerb történelem-felfogás szerint az albánok segítették a török hatalomátvételt, cserébe azért, hogy az elmenekült szerbek földjére költözhessenek és kihasználhassák a helyben maradtakat. Ezzel ellentétben az albánok úgy tartják, hogy őseik már jóval a szerbek előtt a tartomány területén éltek és az oldalukon harcoltak a Rigómezei csatában.
Azt több történész is kiemeli, hogy a török uralom alatt az albánok vezető tisztségeket töltöttek be a helyi közigazgatásban.
Szerbia az 1800-as években visszanyerte de facto függetlenségét, és 1878-ban a Berlini Egyezménnyel államiságát is. Szintén a 19. századhoz köthető a koszovói vilajet megszervezése az Oszmán Birodalmon belül, ekkortól számít Koszovó önálló közigazgatási egységnek.
Az Oszmán Birodalom végleges összeomlása előtt a 20. század elején szerb, bolgár és macedón csapatok kiűzték a törököket a Balkánról.

## Jugoszlávián belül
A tartomány 1912-ben került vissza Szerbiához, és ugyanebben az évben alakult meg a független Albánia is. Jugoszláviában (illetve korábbi nevén a Szerb–Horvát–Szlovén Királyságban) az 1920-as és ’30-as években több kísérlet volt arra, hogy szerbeket telepítsenek le a régióban, ezek a kísérletek azonban az ott élő albánok ellenállásába ütköztek, akik ekkor már egyértelműen többségben voltak a tartományban, ráadásul a beolvasztásnak ellenálló fegyveres szabadcsapatok ellenállását csak 1924-re sikerült felszámolni.

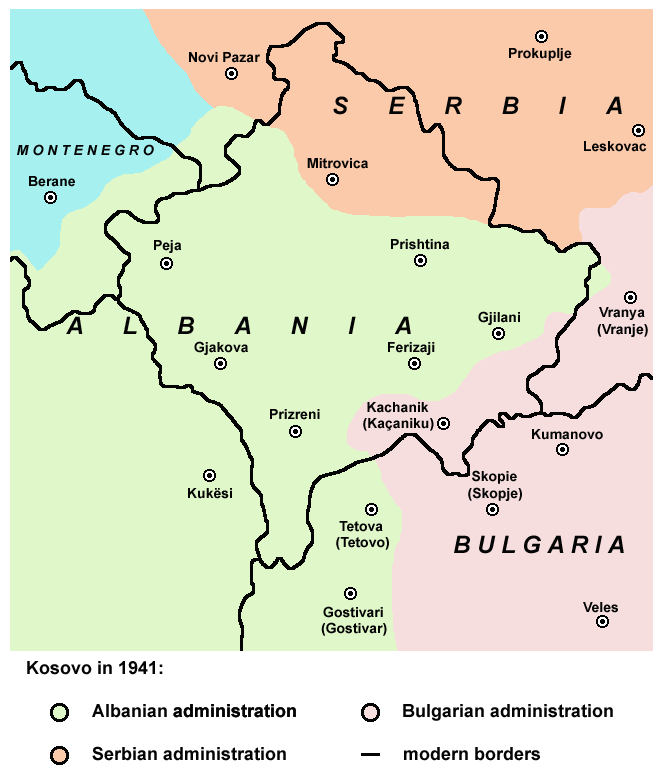
Kosovo 1941

A második világháborúban 1941. április 17-e után, Jugoszlávia kapitulálása után Koszovó területe három államhoz került, az északi rész német ellenőrzés alá került, míg egy keleti rész Bulgáriához, míg a területek nagy része olasz fennhatóság alá került és egyesült Albániával. Az olaszok háborúból való kilépése után a terület Németország ellenőrzése alá került. 1943 szeptemberében a jugoszláviai albánok küldöttei kimondták egyesülésüket Albániával. A területet 1945 februárjára sikerült visszafoglalniuk a szerb partizánoknak, akiknek még hónapokig albán utóvédharcokkal kellett számolniuk.
Az 1945-ben az elfogadott alkotmány 6 köztársaságot határozott meg Jugoszlávián belül, és külön Szerbián belül Vajdaságot mint autonóm tartományt, és Kosovo i Metohija-t mint autonóm körzetet. Az albánok elnyomása továbbra is folytatódott a szerb részről. Az autonóm státusz az albánok nemzeti státuszának elismerése volt és csak a közigazgatás decentralizációját tartalmazta. Később, 1963-ban Kosovo i Metohija is megkapta az autonóm tartomány státuszt.
Az 1960-as évek közepétől a szövetségi kormány elkezdett toleránsabb politikát alkalmazni az albánok felé, részt vehettek a helyi és szövetségi intézményekben, és ösztönözték az albán nemzeti identitást. Az 1950-es években albán főiskola, majd a 60-as években egyetemi kar alakult, megjelentek albán nyelvű napilapok és folyóiratok. Közben az albánok aránya a folyamatosan növekedett, egyrészt a körükben tapasztalható magasabb születésszám, másrészt a szerbek elvándorlása miatt. A jugoszláv vezetés kétségbe vonta az albánok lojalitását ezért szoros politikai és állambiztonsági ellenőrzés alatt tartották a tartományt, 1966 utánig a rendvédelmi szervekben és a közigazgatási apparátusban a szerbek felülreprezentáltak voltak.
1968-ban demonstrációk kezdődtek, melyek keretében az albánok megfogalmazták igényüket, hogy Koszovót köztársasági rangra emeljék. Igényüket azzal indokolták, hogy a kisebb létszámú macedónoknak is saját köztársaságuk van Jugoszlávián belül. A szerbek ugyanakkor a köztársasági rangra emelést első lépésként látták az elszakadáshoz és később az Albániához csatlakozáshoz vezető úton. A megmozdulások eredményeként törölték a tartomány nevéből a Metohija-t és jogot kapott Koszovó saját zászlajának használatára.
Az 1974-ben elfogadott alkotmány Koszovót majdnem egyenlő helyzetbe hozta az államalkotó köztársaságokkal, ugyanakkor maradt „autonóm tartomány”. Az elnevezés megtartása azért volt nagyon fontos, mert a „köztársaságoknak” legalább elméletben megvolt az alkotmányos joga az elszakadásra. A jugoszláv köztársaságok során kialakult viták folyamán a szerbeket egyre jobban zavarta, hogy Koszovó és Vajdaság fel tudnak lépni Szerbia ellen a többi köztársasággal összefogva, és így nőttek a szerb nacionalisták Koszovó jogainak csökkentésére vonatkozó követelései.
1981-ben újabb, több halálos áldozatot követelő tömegdemonstrációkra került sor, melyben ismét a köztársasági státuszt, radikálisabb tüntetők jelszavai az elszakadás lehetőségét is felvetve, követelték. 1981. április 2-án rendkívüli állapotot vezettek be Koszovóban és bevetették a szövetségi belügyi alakulatokat is a rend helyreállítására.

## Milošević alatt
Slobodan Milošević 1987-ben került a szerb kommunista párt, és 1989-ben Szerbia élére, ezzel megszerezve a dominanciát a jugoszláv parlamentben is. A szerb nacionalista érzelmekre építve lebontotta a tartomány korábban élvezett autonómiáját, és szerb közigazgatást vezetett be a tartományban. Erre a lépésre az albánok felkelésekkel válaszoltak, a Jugoszláv hadsereg bevonult a térségbe, felszámolták a helyi nemzetgyűlést, és bezárták az olyan iskolákat, ahol albánul tanítottak. Erre válaszul az albánok létrehozták a saját iskolarendszerüket, ami része volt annak a folyamatnak, hogy kialakuljon egy kettős társadalmi rendszer Koszovóban. 1991 szeptemberében titkos népszavazáson a koszovóiak a függetlenség mellett döntöttek, és október 19-én kikiáltották a független Koszovót, melyet kizárólag Albánia ismert el.
1989-től Ibrahim Rugova, a koszovói albánok vezére békés tiltakozásokba kezdett a tartomány autonómiájának elvétele miatt. Mivel a nemzetközi közösség nem volt hajlandó Koszovó ügyével foglalkozni a daytoni béketárgyalásokon, Rugova radikálisabb ellenfelei megerősödtek, akik szerint a békés út nem hozhat eredményt. Megalakult az UCK, a Koszovói Felszabadítási Hadsereg, mely támadásaival a rendőrségre 1998-ra fegyveres felkelést szított. A szerbek próbálkozásai a tartomány feletti hatalom visszaszerzésére nagy nyilvánosságot kapott atrocitásokkal és menekülthullámmal járt. A szerbek egy nagy offenzívát indítottak az UCK ellen, az emiatt kezdeményezett rambouillet-i tárgyalások sikertelensége után kezdődött meg márciusban a NATO bombázása. A bombázás hatására bekövetkezett a nyugatiak által előrelátott válaszreakció, a szerb fél etnikai tisztogatásba kezdett, újabb menekültáradatot elindítva. Végül júniusban elfogadta a szerb fél a Martti Ahtisaari finn elnök és Viktor Sztyepanovics Csernomirgyin orosz követ által közvetített békét, mely értelmében a szerb csapatok és velük a koszovói szerb civil lakosság nagy része is elhagyta Koszovót és a menekült albánok nagy része visszatért a tartományba.

## 1999 óta
A tartományt 1999-től az ENSZ igazgatja, és a NATO erők, a KFOR, tartja fenn a békét. 2001 óta az Önkormányzat Ideiglenes Intézményeinek adtak át bizonyos önkormányzati feladatokat, megalakították a 120 tagú Koszovói Nemzetgyűlést, melynek 100 tagját közvetlenül választják, míg 20 szék a tartomány kisebbségeinek van fenntartva. 2004-ben újra etnikai jellegű zavargások voltak a régióban, melyek után megnőtt a nemzetközi nyomás Koszovó státusának rendezéséért.
Függetlenségét egyoldalúan, 2008. február 17-én kiáltotta ki a koszovói parlament.
A térség még mindig okoz feszültségeket, így például 2001-ben a Koszovói Felszabadítási hadsereg robbantotta ki a macedóniai háborút is.